# Horama
Horama is een geslacht van vlinders van de familie spinneruilen (Erebidae), uit de onderfamilie Arctiinae.

## Soorten
- H. diffissa Grote, 1886
- H. grotei Butler, 1876
- H. oedippus Boisduval, 1870
- H. panthalon Fabricius, 1793
- H. pennipes Grote, 1867
- H. plumipes Drury, 1773
- H. pretus Cramer, 1777
- H. tarsalis Walker, 1856
- H. zapata Dietz & Duckworth, 1976